# Staatliche Universität Cherson

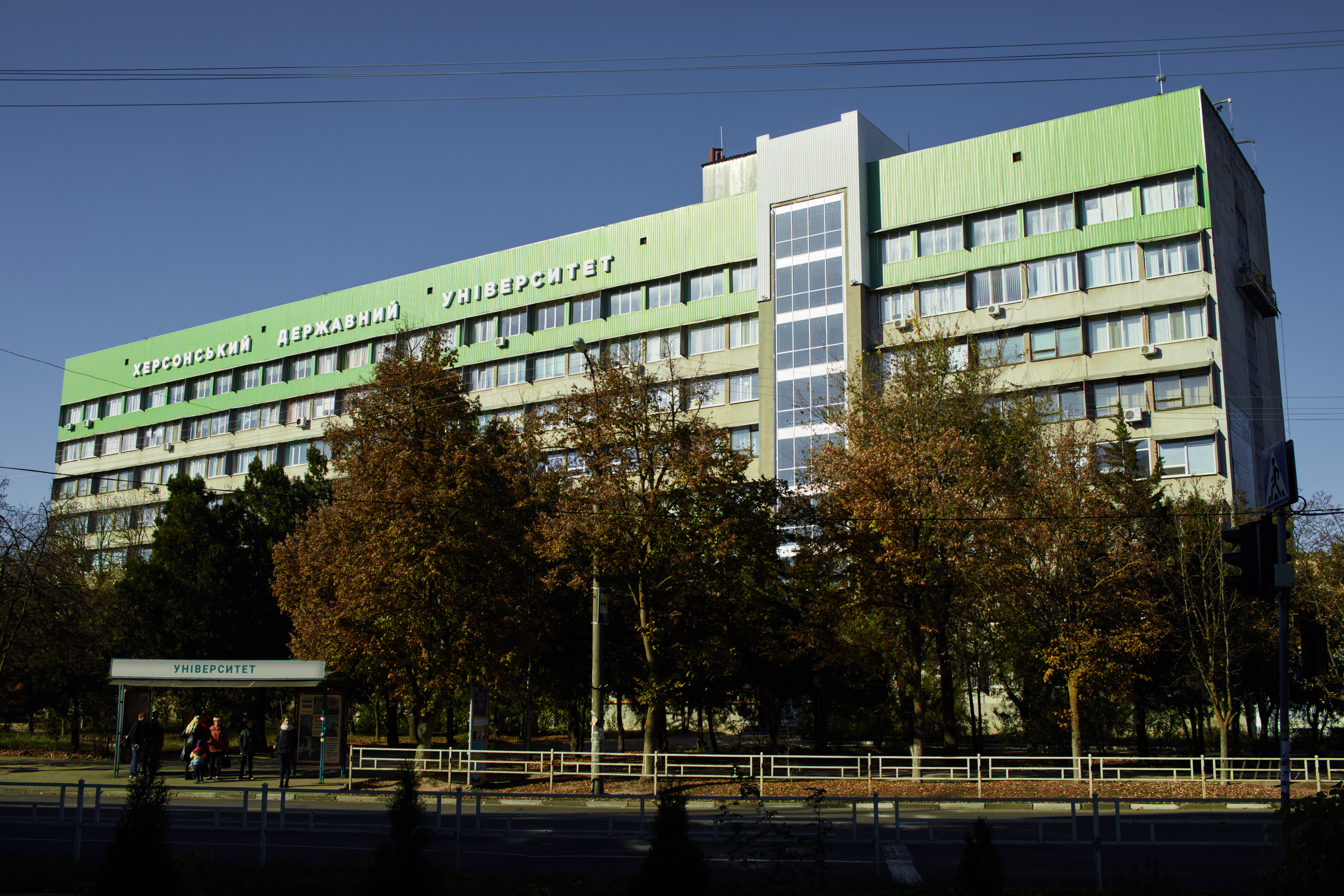
Staatliche Universität Cherson

Die Staatliche Universität Cherson (ukrainisch Херсонський державний університет) ist eine nationale Hochschule im Süden der Ukraine. Sie ist hauptsächlich auf die fachliche und didaktische Ausbildung von Lehrpersonen ausgerichtet.

## Geschichte
Die Bildungsinstitution wurde 1917 mit Hilfe von Dozenten vom evakuierten Lehrerseminar in Tartu gegründet. Seit 1919 war sie als Pädagogisches Institut Cherson organisiert, und seit 1924 trug sie den Namen nach Nadja Krupskaya, Lenins Ehefrau, die sich für das Bildungswesen verdient machte. Während des Zweiten Weltkriegs war der Schulbetrieb von 1941 bis 1944 unterbrochen. In der Nachkriegszeit bot die Schule den Unterricht in den Fachgebieten Sport, Mathematik, Sprache und Literatur, Geografie und Geschichte an. In den 1970er und 1980er Jahren eröffnete die Universität zudem Fakultäten für Allgemeine Wissenschaften, Bildungsforschung und fremde Sprachen. Nach der Unabhängigkeit der Ukraine im Jahre 1991 förderte die Hochschule den Unterricht in ukrainischer Philologie und Literatur.
Seit 1998 trug die Schule die Bezeichnung Pädagogisches Staatsinstitut Cherson, und seit 2002 heißt sie Staatsuniversität Cherson. 2004 schuf diese ein Forschungszentrum für Informatik und 2005 ein Zentrum für Wirtschaft.
Bei der Eroberung der Südukraine durch Russland besetzten die Besatzungstruppen das im Stadtzentrum von Cherson gelegene Hauptgebäude der Universität und entführten im Juni deren Vizerektor Maksym Winnyk. Die russische Militärverwaltung von Cherson setzte im Sommer Tetiana Tomilina, die mit den Besatzern zusammenarbeitete, als neue Rektorin der Universität ein. Tomilina förderte die Übernahme russischer Lehrpläne in Cherson. Im September 2022 wurde sie bei einer Bombenexplosion in ihrer Wohnung schwer verletzt.

## Internationale Zusammenarbeit
In der jüngsten Zeit entwickelte die Staatsuniversität Cherson die Zusammenarbeit mit Institutionen anderer europäischer Länder durch die Organisation internationaler Fachkongresse und eine Publikationstätigkeit in verschiedenen Sprachen. Sie richtete unter anderem eine Abteilung für Auslandsbeziehungen sowie ein EU-Informationscenter ein. Dank der internationalen Beziehungen und Studiengänge will die Universität zur Europäischen Integration  beitragen.
Besondere Partnerschaften pflegt die Universität mit folgenden ausländischen Institutionen:
- Alpen-Adria-Universität Klagenfurt, Klagenfurt am Wörthersee, Österreich
- Evangelisches Fröbelseminar, Kassel, Deutschland
- Universität Stockholm, Schweden
- Comenius-Universität Bratislava, Slowakei
- Pommersche Akaddemie, Słupsk, Polen
- Adam-Mickiewicz-Universität Posen, Polen
- Yan-Dlugosch-Akademie, Częstochowa, Polen
- Fachhochschule für Wirtschaft, Bydgoszcz, Polen
- Staatliche Universität Baranawitschy, Baranawitschy, Belarus
- Yanka-Kupala-Staatsuniversität Grodno, Grodno, Belarus
- Marineakademie, Batumi, Georgien
- Freie Universität Warna, Bulgarien
- Konstantin-Preslawski-Universität Schumen, Bulgarien

## Fakultäten und Einrichtungen

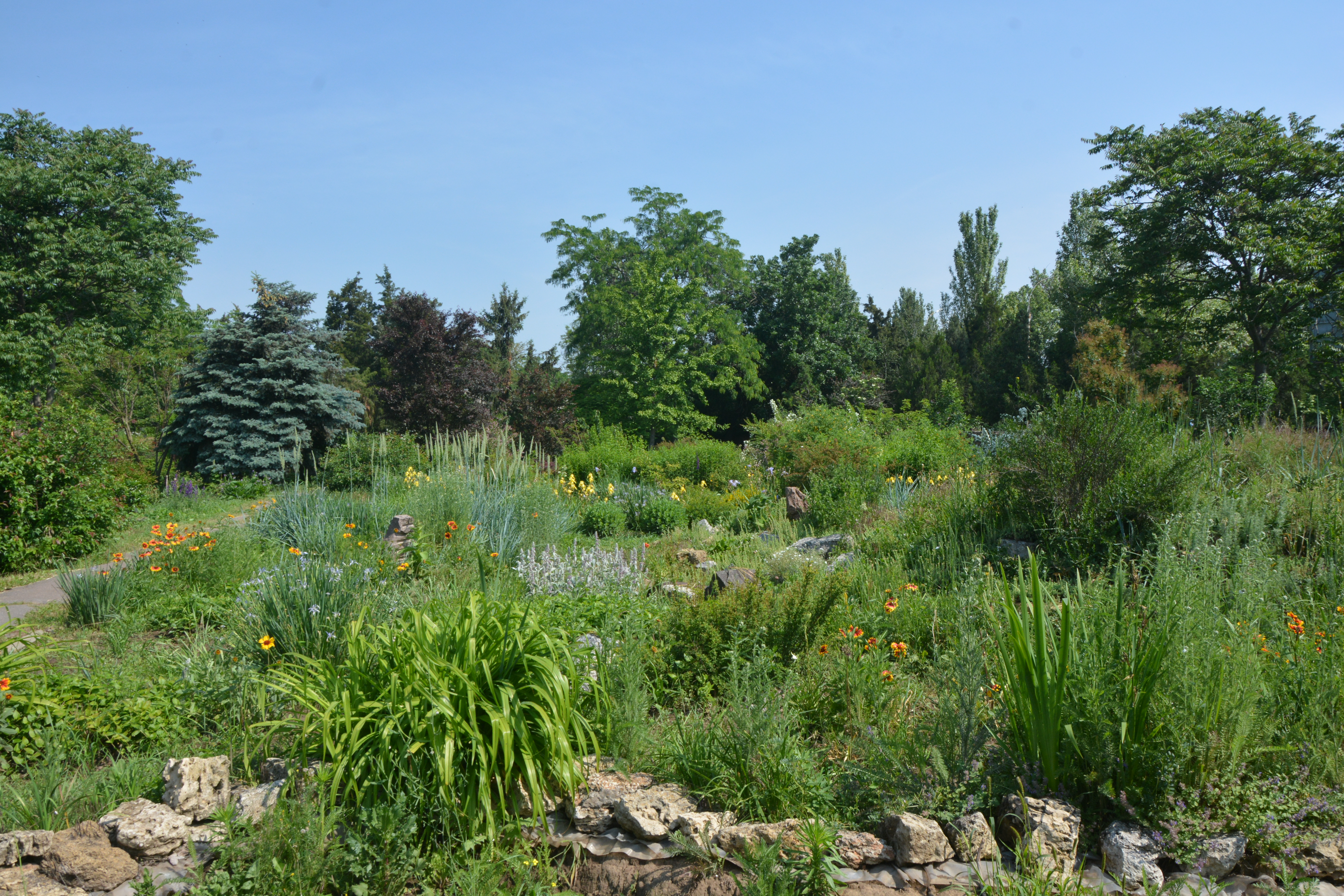
Botanischer Garten der Universität Cherson

- Fakultät für ukrainische Philologie und Journalismus
- Fakultät für Kultur und Kunst
- Sportfakultät
- Fakultät für Pädagogik
- Fakultät für Wirtschaft, Management und Landwirtschaft
- Fakultät für Geschichte und Rechtswissenschaft
- Fakultät für Informatik, Physik und Mathematik
- Fakultät für Medizin
- Fakultät für Biologie, Geographie und Umweltnaturwissenschaften
- Sozial-psychologische Fakultät
- Fakultät für fremde Sprachen

Der Campus der Universität umfasst, verteilt auf mehrere Standorte in Cherson, sechs Lehrgebäude, mehrere Wohnanlagen, die Universitätsbibliothek Cherson mit einem Bestand von mehr als 500.000 Medien, ein Universitätsmuseum, den Botanischen Garten von Cherson (an der Mykolajiwstrasse), eine meteorologische Messstation, ein Aufnahmestudio, Sporthallen und Sportplätze, Trainingsanlagen für Wassersport am Fluss Dnepr sowie eine Sportanlage an der Küste des Schwarzen Meeres.